# Grüner Stummelaffe
Der Grüne Stummelaffe (Procolobus verus) ist eine Primatenart aus der Gruppe der Stummelaffen innerhalb der Familie der Meerkatzenverwandten (Cercopithecidae).

## Beschreibung
Grüne Stummelaffen sind die kleinsten und am unauffälligsten gefärbten Vertreter der Stummelaffen. Ihr Fell ist an der Oberseite olivgrün oder braun gefärbt, die Unterseite ist grau. Wie bei allen Stummelaffen sind ihre Daumen rückgebildet, und die Füße sind relativ groß. Die Tiere erreichen eine Kopfrumpflänge von 43 bis 49 Zentimetern, eine Schwanzlänge von 57 bis 64 Zentimetern und ein Gewicht von 2,9 bis 4,4 Kilogramm.

## Verbreitungs und Lebensraum

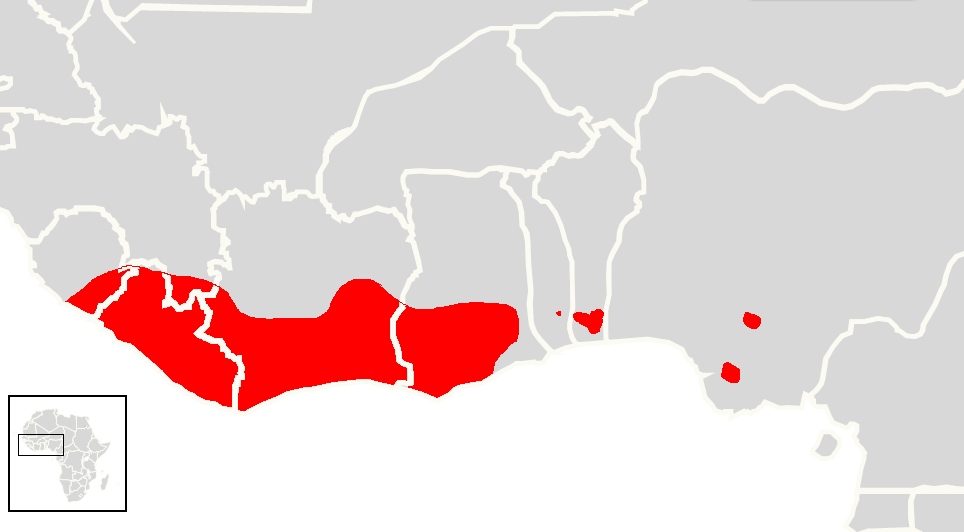
Verbreitungsgebiet laut IUCN

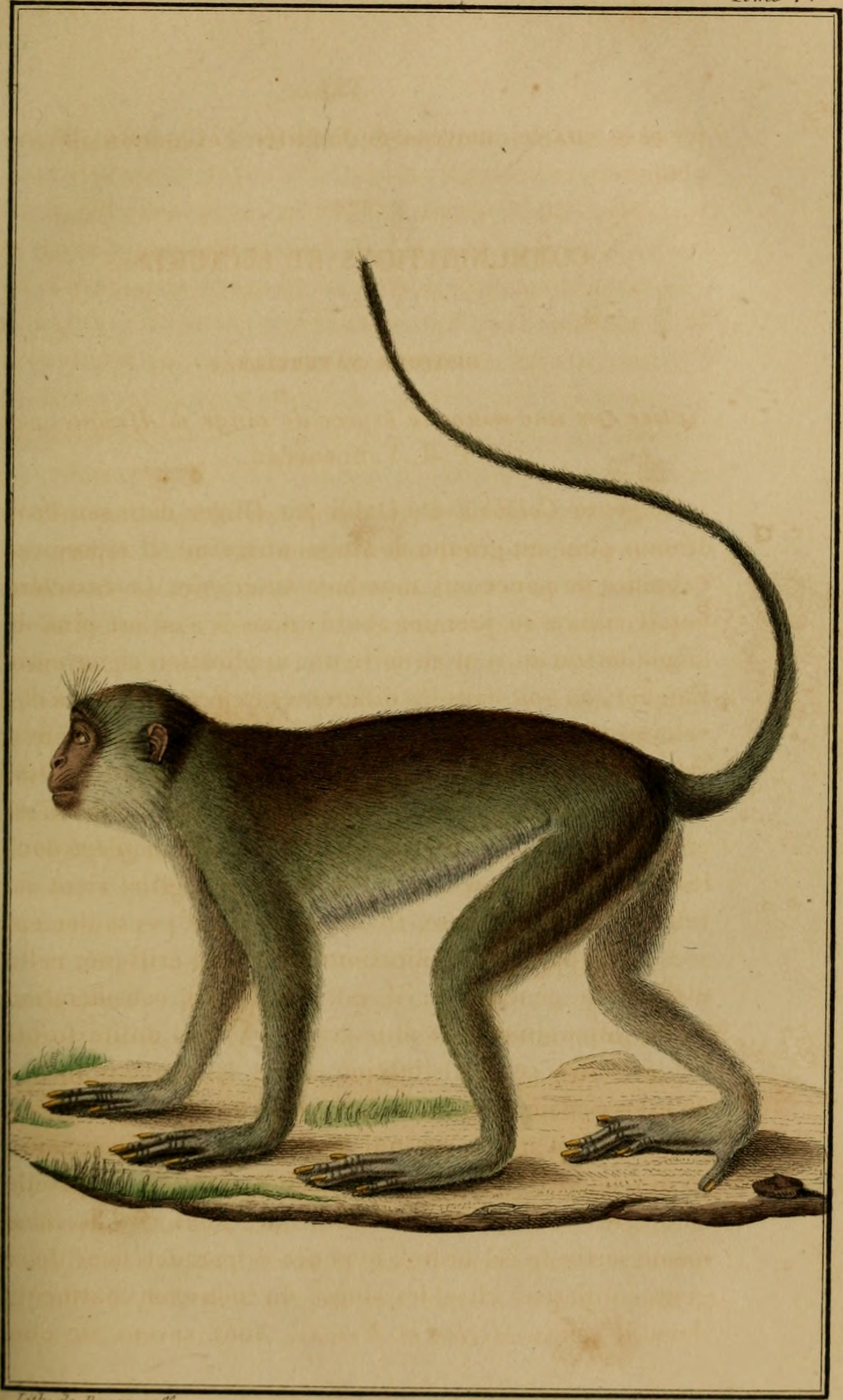
Zeichnung aus der Erstbeschreibung von 1838

Grüne Stummelaffen sind im westlichen Afrika beheimatet, ihr Verbreitungsgebiet reicht von Sierra Leone bis Benin, eine kleine isolierte Population findet sich am Apoi Creek im westlichen Nigerdelta in Nigeria. Ihr Lebensraum sind Wälder, sowohl Sumpf- als auch Sekundärwälder.

## Lebensweise
Diese Tiere sind tagaktive Baumbewohner, die sich meist in Höhen von über 10 Metern in den Bäumen aufhalten. Sie leben in Gruppen aus 5 bis 20 (meist 10 bis 15) Tieren, die sich aus einem Männchen, mehreren Weibchen sowie dem dazugehörigen Nachwuchs zusammensetzen. Sie vergesellschaften sich oft mit Meerkatzen und sind für Primaten ausgesprochen leise Tiere, was in Verbindung mit ihrer Tarnfarbe dem Schutz vor Fressfeinden dient.
Die Nahrung der Tiere besteht aus jungen Blättern, Knospen und Blüten.

## Fortpflanzung
Nach rund fünf- bis sechsmonatiger Tragzeit bringt das Weibchen meist ein einzelnes Jungtier zur Welt. Grüne Stummelaffen sind die einzigen Trockennasenaffen, die die Jungtiere im Maul herumtragen, ein Verhalten, das bei Feuchtnasenaffen öfter zu sehen ist. Nach drei bis sechs Jahren werden die Tiere geschlechtsreif.

## Systematik
Der Grüne Stummelaffe wird heute meist als einziger Vertreter der Gattung Procolobus geführt. Die Roten Stummelaffen, die früher ebenfalls in dieser Gattung eingeordnet wurden, werden heute als eigene Gattung, Piliocolobus, betrachtet.

## Bedrohung
Obwohl sie durch die Bejagung und die Vernichtung ihres Lebensraumes bedroht werden, sind Grüne Stummelaffen noch häufiger als andere Stummelaffenarten. Die IUCN führt sie als gefährdet.